# Spotlight (software)
Spotlight is een bureaubladzoekmachine in OS X, ontwikkeld door Apple. Spotlight indexeert alle bestanden op het systeem. Spotlight houdt als speciale functie (in tegenstelling tot traditionele zoekmachines) ook een inhoudelijk index van alle door het systeem leesbare bestanden. Het filtert aparte resultaten voor onder andere documenten, foto's, muziek, programma's, e-mails en systeeminstellingen. Daarnaast kan Spotlight door die inhoudelijke index woorden zoeken in een bestand zonder dus de bestandsnaam te hoeven kennen. De gebruiker kan de zoekresultaten beperken door datum van aanmaken en laatste wijziging, grootte en bestandssoort aan te geven.
Spotlight legt een zoekindex aan waardoor het zoeken sneller gaat. Resultaten worden weergegeven tijdens het typen.
Spotlight werd in 2004 geïntroduceerd en werd voor het eerst met Mac OS X Tiger meegeleverd in april 2005.
Naast de systeem-wijde functie is Spotlighttechnologie ook in enkele programma's geïntegreerd. Zo kun je zoeken in Mail, Adresboek en de Safari-geschiedenis.

## iPhone OS
Sinds iOS in juni 2009 werd uitgebracht is er een zoekmachine aanwezig; deze heet ook Spotlight. Met deze zoekmachine kan de gebruiker contacten, e-mails, afspraken, muziek en apps doorzoeken. De mogelijkheden van Spotlight op het iPhone OS zijn aanzienlijk minder dan die op Mac OS X. Spotlight kan worden geactiveerd door vanaf het thuisscherm naar beneden te vegen. De zoekfunctie werd in maart 2009 aangekondigd.